# Bataille de Mormaison
Guerre de Vendée
Batailles
La bataille de Mormaison, aussi appelée bataille des landes de Béjarry, se déroule le 1er juin 1794 lors de la guerre de Vendée. Elle s'achève par la victoire des Vendéens qui prennent un convoi de grains aux républicains. 

## Prélude
À la fin du mois de mai 1794, Charette s'entend avec Jean-Nicolas Stofflet pour réunir ses forces aux siennes au village de la Bésilière, dans la paroisse de Legé, en vue d'attaquer Challans. Cependant dans la nuit du 30 mai au 1er juin, la garnison républicaine de Mortagne-sur-Sèvre, commandée par l'adjudant-général Brière, se porte aux landes de Boisjarry — ou landes de Béjarry — près du bourg de Mormaison, non loin de Legé, afin de protéger un convoi de grains,. Charette en est informé et décide d'intercepter la colonne.

## Forces en présence
Dans son premier rapport, l'adjudant-général républicain Dusirat écrit que la colonne de Brière compte 1 200 hommes, dont un bataillon d'Ille-et-Vilaine. Charette peut quant à lui rassembler 4 000 à 6 000 combattants selon les estimations,,.

## Déroulement
Le 1er juin, les républicains sont attaqués sur la lande, alors qu'ils chargent les voitures près de deux moulins,. Selon Dusirat, les insurgés arrivent en quatre colonnes,. Cependant dans ses mémoires, l'officier vendéen Pierre-Suzanne Lucas de La Championnière écrit que les Vendéens attaquent avec seulement deux colonnes, l'une commandée par Charette et l'autre par Guérin.
À la tête des Paydrets, Guérin engage le combat avec la première colonne. Les républicains se déploient en bataille et contiennent les assaillants, cependant ils sont bientôt pris à revers par la deuxième colonne, menée par Charette, qui signale son arrivée au son d'un cor de chasse. Les républicains paniquent et sont mis en déroute. La cavalerie se lance à la poursuite des fuyards et le bataillon d'Ille-et-Vilaine perd son drapeau,. 
Les Vendéens regagnent le camp de la Bésilière avec le convoi. Pour fêter leur victoire, ils rôtissent 27 bœufs pris sur les attelages.

## Pertes
Selon le Vendéen Le Bouvier-Desmortiers, les républicains laissent 2 000 morts et 24 charrettes attelées de bœufs. Cependant dans son deuxième rapport, daté du 4 juin, l'adjudant-général Dusirat écrit que les pertes sont de 243 tués, d'un drapeau et de 19 charrettes de grains dont les troupes avaient « le plus grand besoin »,. L'officier républicain écrit également que cette affaire « a jeté le découragement parmi les troupes qui semblent voir partout des drapeaux blancs ».